# Eurocom
Eurocom (fundada em outubro de 1988) foi uma desenvolvedora britânica de jogos de vídeo game, fundada especificamente para desenvolver jogos para os sistemas da Nintendo. Logo depois a empresa expandiu seus projetos para outras plataformas, incluindo Game Boy, Game Boy Advance, Game Gear, Super Nintendo, 3DO, Sega Genesis, Nintendo 64, Wii, Wii U, Sega Dreamcast, GameCube, PlayStation, PlayStation 2, PlayStation 3, Xbox e Xbox 360. Em novembro de 2012 a empresa demitiu 75% dos seus 200 funcionários, o presidente da empresa alegou que a companhia estava passando por uma grande reestruturação e que as demissões eram necessárias, porém em 6 de dezembro de 2012 a empresa encerrou suas atividades e demitiu os demais funcionários restantes.
A empresa era famosa pelas adaptações de jogos arcade para consoles, mais é mais famosa por trabalhar com propriedades licenciadas como James Bond, Harry Potter e Batman.

## Jogos desenvolvidos pela Eurocom

### Anos 90
- Magician (NES)
- James Bond Jr. (NES, SNES) (1991)
- Lethal Weapon (NES, Game Boy) (1992)
- Dropzone(NES) (1992)
- Rodland (Game Boy) (1992)
- Tesserae (PC, Game Boy, Game Gear) (1993)
- Sensible Soccer (Game Gear) (1993)
- Stone Protectors (SNES) (1994)
- Dino Dini's Soccer (SNES) (1994)
- Brutal: Paws of Fury (SNES) (1994)
- Disney's The Jungle Book (Game Boy, Game Gear, SNES) (1994)
- Family Feud (PC, 3DO) (1994)
- Super Dropzone (SNES) (1994)
- Earthworm Jim (Game Boy, Game Gear) (1995)
- Super Street Fighter 2: Turbo (PC) (1995)
- Spot Goes to Hollywood (Sega Genesis) (1995)
- Ultimate Mortal Kombat 3 (Sega Saturn) (1996)
- Maui Mallard in Cold Shadow (SNES) (1996)
- Cruis'n World (N64) (1997)
- Disney's Hercules (PlayStation) (1997)
- War Gods (N64, PlayStation) (1997)
- Duke Nukem 64 (N64) (1997)
- Machine Hunter (PlayStation, PC) (1997)
- Mortal Kombat 4 (N64, PlayStation, PC) (1998)
- Disney's Tarzan (PlayStation, PC) (1999)
- Duke Nukem: Zero Hour (N64) (1999)
- NBA Showtime NBA on NBC (N64, PlayStation) (1999)
- Hydro Thunder (N64, Dreamcast, PC) (1999)
- Mortal Kombat Gold (Dreamcast) (1999)
- 40 Winks (N64, PlayStation) (1999)

### Anos 2000
- Who Wants To Be A Millionaire? (Game Boy Color) (2000)
- The World Is Not Enough (N64) (2000)
- Crash Bash (PlayStation) (2000)
- NBA Hoopz (PlayStation, PlayStation 2, Dreamcast) (2001)
- Disney's Atlantis: The Lost Empire (Game Boy Color, PlayStation) (2001)
- Crash Bandicoot: The Wrath of Cortex (GameCube) (2002)
- Rugrats: I Gotta Go Party (Game Boy Advance) (2002)
- James Bond 007: NightFire (GameCube, PlayStation 2, Xbox) (2002)
- Harry Potter and the Chamber of Secrets (GameCube, Xbox, Game Boy Advance) (2002)
- Buffy the Vampire Slayer: Chaos Bleeds (GameCube, PlayStation 2, Xbox) (2003)
- Sphinx and the Cursed Mummy (GameCube, PlayStation 2, Xbox) (2003)
- Athens 2004 (PlayStation 2) (2004)
- Spyro: A Hero's Tail (GameCube, PlayStation 2, Xbox) (2004)
- Robots (PlayStation 2, Xbox, Gamecube, PC) (2005)
- Predator: Concrete Jungle (PlayStation 2, Xbox) (2005)
- Batman Begins (GameCube, PlayStation 2, Xbox) (2005)
- Ice Age 2 (GameCube, PlayStation 2, Xbox, PC, Wii) (2006)
- Pirates of the Caribbean: At World's End (Xbox360, Playstation 3, Wii, Playstation 2, PSP, PC) (2007)
- Kats (PlayStation 2, PSP) (2007)
- Beijing 2008 (PC, PlayStation S3, Xbox 360)
- Quantum of Solace (PlayStation 2) (2008)
- Ice Age: Dawn of the Dinosaurs (PC, PlayStation 2, Nintendo Wii, Xbox 360, PlayStation 3) (2009)
- G-Force (PC, PlayStation 2, Nintendo Wii, Xbox 360, PlayStation 3) (2009)
- Dead Space: Extraction (Nintendo Wii) (2009)

### Década de 2010
- Vancouver 2010 (PC, PlayStation 3, Xbox 360) (2010)
- Goldeneye 007 Wii (Nintendo Wii) (2010)
- Rio (Nintendo Wii) (2011)
- Disney Universe (PC, PlayStation 3, Xbox 360, Nintendo Wii) (2011)
- Harry Potter for Kinect (Xbox 360) (2012)
- 007 Legends (PC, Xbox 360,  PlayStation 3, Nintendo WiiU) (2012)